# Чепурин, Николай Викторович
Николай Викторович Чепурин (27 апреля 1881 — 7 февраля 1947) — священнослужитель Русской православной церкви, протоиерей, русский богослов, ректор Московской духовной академии (1946—1947).

## Биография
Родился 27 апреля 1881 года[по какому календарю?] в селе Малый Бурлук Волчанского уезда Харьковской губернии. В 1902 году окончил Харьковскую духовную семинарию; также окончил юридический факультет Императорского университета Святого Владимира. В 1903 году был рукоположён в сан иерея.
С 1903 по 1905 год — священник Харьковской епархии, с 1905 по 1910 год жил в Великобритании, получая фундаментальное биологическое образование в Кембриджском университете.
В 1915 году поступил вольным слушателем в Петроградскую духовную академию.
В 1919—1928 годах являлся проректором Петроградского богословского института, в 1927 году получил степень магистра богословия. С 1918 года до ареста служил в Покровском храме в Большой Коломне в Петрограде — Ленинграде (в 1922—1923 годах — и. о. его настоятеля).
По разным данным в 1929 или 1930 году арестован и затем осуждён по 58-й статье Уголовного кодекса РСФСР, в 1934 году досрочно освобождён, в 1937 году судимость снята.
С 1930 по 1945 год работал в медико-санитарной службе ГУЛАГ НКВД СССР, с конца 1945 по сентябрь 1946 года — заведующий отделом Киргизского научно-исследовательского института эпидемиологии и микробиологии (г. Фрунзе, ныне — Бишкек), с сентября 1946 года — инспектор и профессор Московской духовной академии.
Постановлением Священного синода Московской патриархии № 30 от 22 октября 1946 года назначен ректором Московской духовной академии и настоятелем академического (Успенского в Новодевичьем монастыре) храма вместо освобождённого от этих должностей по состоянию здоровья протоиерея Тихона Попова.
Преподавал в академии основное богословие, практическое руководство для пастырей, христианскую апологетику.
Умер 7 февраля 1947 года в Москве. Похоронен на Введенском (Немецком) кладбище, напротив митрополита Трифона (Туркестанова) (23 участок).

## Семья
Сын слободского казака-земледельца. Жена — Мария Федотовна Чепурина.

## Публикации
- Вера ни горячая, ни холодная : [Слово, сказ. 8 нояб. 1909 г. в Архангело-Михайл. храме с. Павловок Сум. уезда]. — Харьков: тип. «Мирн. труд», 1910. — 12 с.
- Вера безбожная: (Слово). — Харьков: тип. «Мирн. труд», 1910. — 11 с.
- Внешнее христианское богопочтение и рукотворная святыня. — Новгород: Губернская тип., 1911. — 20 с.
- Жизнь и деяния гр. Льва Николаевича Толстого перед судом его учения. — Санкт-Петербург : тип. «Колокол», 1911. — 16 с.
  - Жизнь и деяния гр. Льва Николаевича Толстого перед судом его учения. — Санкт-Петербург : В. М. Скворцов, 1913 (обл. 1915). — 16 с. — (Народно-миссионерская библиотека).
- Кто такие сектанты Иоанниты и что говорит о них слово божье. — [Новгород] : Новг. губ. тип., 1911. — 12 с.
- Участие мирян в миссионерско-просветительской деятельности православной церкви: речь, произнесенная 1 апреля 1912 г. на общем собрании Новгородскаго епархиальнаго братства св. Софии, Премудрости Божией. — Новгород : Губернская тип., 1912. — 15 с.
- Православный храм: конспект и план для бесед с баптистами, пашковцами, адвентистами, молоканами и представителями др. рационалистических сект. — Изд. 1-е. — Новгород : Губернская тип., 1912. — 8 с.
- Евангельский путь обращения и возрождения. — Санкт-Петербург: В. М. Скворцов, 1912. — 16 с.
- Иконопочитание: Конспект для миссион. бесед, ред. высокопреосвященнейшим Арсением, архиеп. Новгор. и Старорус. д-ром богословия. — 1-е изд. — Новгород: Губ. тип., 1912. — 17 с.
- Источники богопознания: (Конспект и пл. для противосектант. бесед и собеседований). — Санкт-Петербург : В. М. Скворцов, 1913. — 46 с.
- Обзор сектантской литературы : Религ. разделения в сектантстве. — Санкт-Петербург : В. М. Скворцов, 1914. — 90 с.
- Голос божьей правды. — Петроград: В. М. Скворцов, 1915. — 8 с.
- Торжественное собрание по поводу годового праздника и десятилетия Великой Сталинской Конституции в Московской Духовной Академии // Журнал Московской Патриархии. 1946. — № 12. — C. 18-21.
- Рождественский прием у Святейшего Алексия, Патриарха Московского и всея Руси // Журнал Московской Патриархии. 1947. — № 1. — C. 6-8.